# Forsviden
Forsviden är ett naturreservat i Othems socken i Region Gotland på Gotland.
Området är naturskyddat sedan 2004 och är 199 hektar stort. Reservatet består av öppna häll- och alvarmarker samt områden med gles och lågvuxen tallskog. 